# Адріана Галецька
Адріана Галецька (16 серпня 1978, Новояворівськ) — українська художниця-живописець, поетеса.

## Біографія
Адріана Галецька народилася 16 серпня 1978 року в місті Новояворівськ Львівської області (тепер Україна).
Має дві вищі освіти за спеціальностями «Міжнародна інформація» в 2000 році та «Менеджмент організацій» в 2005 році.
З 2000 року проживає в місті Києві. В 2008 році почала писати роботи в арт-студії «Leonardo».
З березня 2013 року виставляє роботи на міжнародних виставках в професійній категорії «Профі». Переможниця міжнародних та вітчизняних виставок сучасного мистецтва.

## Виставки
- Березень 2013 — VII міжнародна виставка сучасного мистецтва «Український тиждень мистецтв», Київ[1]
  - 1-е місце натюрморт «Ніжно»
  - 2-е місце жанрова картина «Арттюнінг»
  - 3-е місце жанрова картина «Інтрудер»
- Липень 2013 — міжнародна виставка сучасного мистецтва «Російський тиждень мистецтв», Санкт-Петербург
  - 2-е місце натюрморт «Ніжно»
- Серпень 2013 — «Passagio in Laguna» — проєкт-учасник неофіційної паралельної програми 55-го Венеціанського бієнале, Венеція
  - 2-е місце — оголена натура «Ню»
  - 3-е місце — оголена натура «Модель»
- Вересень 2013 — «Дні української культури у Туреччині» (під егідою Міністерства культури України), Анталія
  - 1-е місце — оголена натура «Ню»
- Листопад 2013 — міжнародна виставка сучасного мистецтва «Російський тиждень мистецтв», Москва
  - 1-е місце — оголена натура «Єва»
  - Запрошення до вступу в спілку художників
- Грудень 2013 — учасник міжнародної виставки сучасного мистецтва «Флорентійське Бієнале 2013», Флоренція
- Січень 2014 — тиждень мистецтв, Прага[2]
  - 2-е місце — «Єва»
- Березень 2014 — тиждень мистецтв у Швейцарії, Женева[3]
  - 1-е місце — «Єва і Адам»
- Квітень 2014 — «Разом з Сонцем», «Український тиждень мистецтв», Київ
  - 1-е місце — «Адам»;
  - 1-е місце — «Ніч, що потанула»;
  - 2-е місце — «Єва»;
  - 2-е місце — «Санторіні».
- Квітень 2014 — виставка «Натюрморт», галерея «Митець», Київ
- Травень 2014 — всеукраїнська виставка «Мальовнича Україна», Черкаси
- Листопад 2014 — міжнародна виставка сучасного мистецтва «Український тиждень мистецтв», Київ
  - 3-е місце — «Московський міст»
- Листопад 2014 — виставка творів сучасних українських митців, галерея «Митець», Київ
- Листопад 2014 — відкриття арт-центру «Арка», експозиція в Молодому театрі та театрі Сузір'я, галерея «Arka», Київ
- Квітень 2015 — персональна виставка — проєкт «Впіймати мить» в Молодому театрі, Мікросцена, Київ
- Серпень 2015 — виставка «Mapping Ukraine», за підтримки Посольства України в Німеччині, Берлін[4]
- Вересень 2015 — робота «Мамаєва слобода» експонується у музеї «Checkpoint Charlie», Берлін
- Квітень 2016 — виставка ArtExpo 2016, Нью-Йорк[5]
- Квітень 2018 — виставка Art Monaco 2018, Монако[6]
- Грудень 2018 — виставка Art Basel 2018, Маямі[7]
- Травень 2019 — учасниця проєкту Падаюча тінь «Мрії» на сади Джардіні, Венеційська бієнале, Венеція[8]